# Eugen Grünert
Eugen Grünert, auch Gruenert (* 1856 in Driesen, Provinz Brandenburg; † 25. August 1910 in Troppau, Österreichisch-Schlesien, Kaisertum Österreich), war ein deutscher Landschaftsmaler der Düsseldorfer Schule.

## Leben

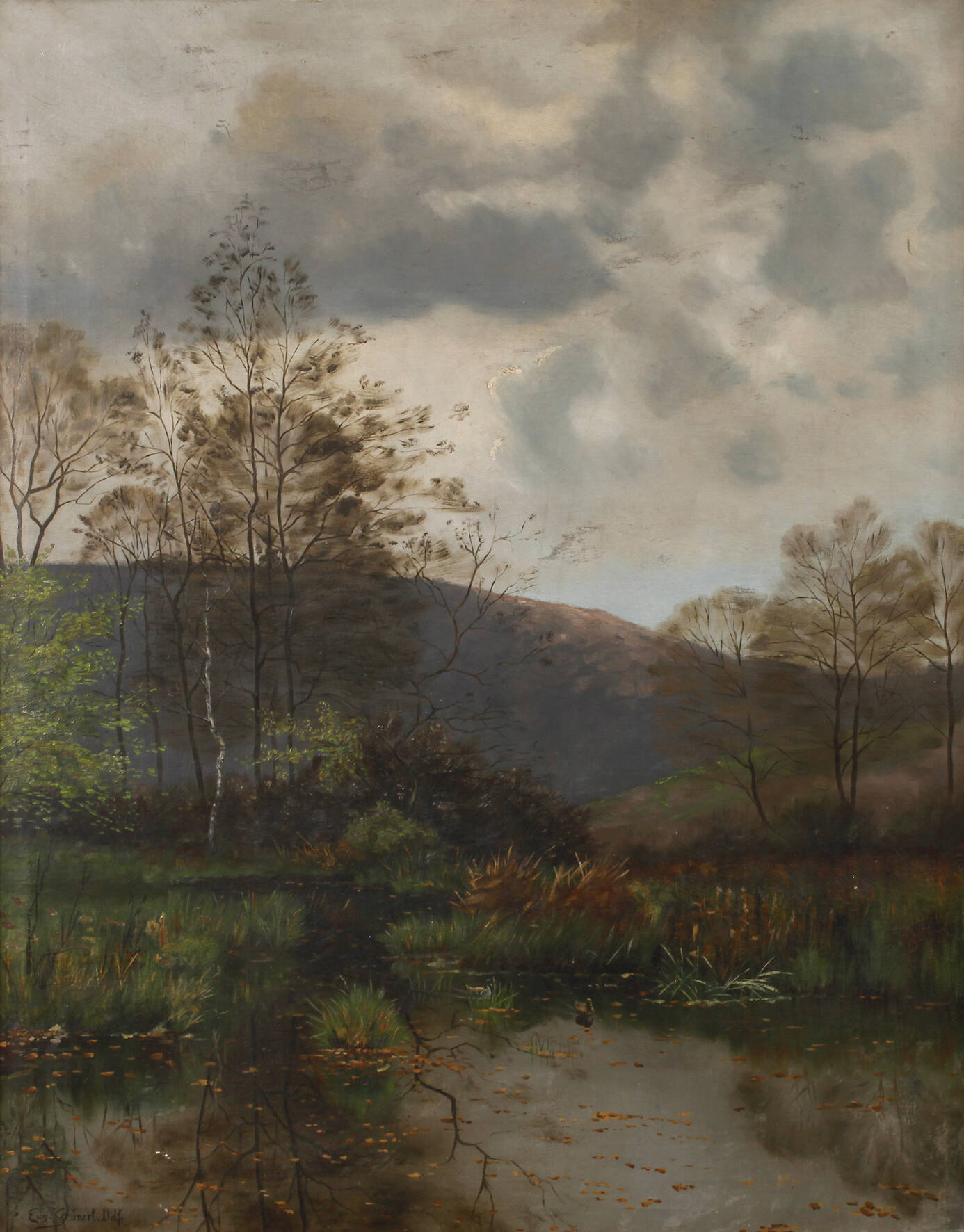
Eugen Grünert: Abends am Weiher

1879, im Alter von 24 Jahren, begann Grünert ein Malereistudium an der Kunstakademie Düsseldorf. Dort waren Hugo Crola, Heinrich Lauenstein, Peter Janssen der Ältere und vor allem Eugen Dücker seine Lehrer. Die Landschafterklasse Dückers besuchte er von 1882 bis 1886. Grünert ließ sich in Düsseldorf nieder, wo er von 1891 bis 1910 dem Künstlerverein Malkasten angehörte.